# Electronic Frontier Foundation
De Electronic Frontier Foundation (EFF) is een Amerikaanse stichting die zich bezighoudt met burgerrechten in cyberspace. Ze is sinds 1990 actief, voornamelijk in Noord-Amerika; in 2007 opende de stichting een bureau in Brussel. Ze strijdt tegen censuur in het internet en voor zelfbeschikkingsrechten van internetgebruikers, tegen softwarepatenten en voor de vrijheid van meningsuiting. Van 2000 tot 2015 was Shari Steele directeur. Zij begon in 1992 als advocate in de organisatie.
Enkele initiatieven van de EFF:
- HTTPS Everywhere, een browser-aanpassing om websites principieel versleuteld aan te vragen (HTTPS) en het zodoende moeilijker te maken om het gedrag van websurfers in kaart te brengen.
- DES-Cracker, een programma uit de negentiger jaren om de toenmalige, door de Amerikaanse overheid gepropageerde, versleutelingstechniek aan de kaak te stellen.
- Het ondersteunen of voeren van rechtszaken voor de rechten van bloggers en tegen DRM-initiatieven van de software- en muziekindustrie die de bestaande rechten van gebruikers, zoals fair use, inperken.
- Een tiplijn om dark patterns te verzamelen.

## Oprichting
De EFF werd opgericht door John Gilmore, John Perry Barlow en Mitchell Kapor.